# Sara Buesa Rodríguez
Sara Buesa Rodríguez (Vitoria, 22 de septiembre de 1980) es una psicóloga española, defensora de los derechos humanos y la convivencia en el País Vasco y vicepresidenta de la Fundación Fernando Buesa Fundazioa.

## Biografía
Hija de Natividad Rodríguez Lajo y de Fernando Buesa Blanco, sus padres siempre le transmitieron los valores de la paz, la no violencia, el respeto a la vida y a los derechos humanos de todas las personas, a pesar de que creció desde muy niña con la presencia cotidiana de la amenaza. En el año 2000, la organización terrorista ETA asesinó a su padre Fernando Buesa Blanco y a su escolta Jorge Díez y su vida, y la de su familia, dio un vuelco.

### Trayectoria profesional
Licenciada en Psicología por la Universidad de Deusto en el año 2002. El año 2002, tras terminar la carrera, fue a Estados Unidos a hacer prácticas como psicóloga clínica en el centro hospitalario de Crownsville (Maryland). Ha trabajado como profesora en la Universidad de Deusto, en la Asociación Clara Campoamor, y en atención a víctimas de delito de Álava. Desde el año 2008 es funcionaria de carrera en el Ayuntamiento de Vitoria, trabajando en los servicios sociales municipales.
Su trayectoria profesional se centra principalmente en la violencia contra las mujeres en las relaciones de pareja, ámbito en el que ha realizado intervención, investigación y docencia.
En el año 2009 se doctoró en Psicología por la Universidad de Deusto con una tesis sobre el Impacto de la violencia en las relaciones de pareja en la salud mental de las mujeres víctimas.
De 2015 a 2019 fue directora de Políticas Sociales y Salud Pública en el Ayuntamiento de Vitoria. Desde 2019 hasta mayo de 2021 fue directora del Departamento de Políticas Sociales, Personas Mayores e Infancia del Ayuntamiento de Vitoria.
En mayo de 2021 fue nombrada directora de Prestaciones e Inclusión de Lanbide - Servicio Vasco de Empleo.

### Trayectoria de defensa de los derechos humanos y la convivencia en el País Vasco
Desde el año 2012 es vicepresidenta de la Fundación Fernando Buesa Fundazioa, constituida en noviembre de 2000 en memoria de Fernando Buesa, con el objetivo de mantener vivo su ejemplo a favor de la cultura de la paz, la democracia y el progreso social.
Desde el año 2014 ha llevado su testimonio como víctima del terrorismo a las aulas, con el programa del Gobierno vasco  e víctimas educadoras Adi-adian, que tiene como objetivo promover aprendizajes de dignidad humana, convivencia y empatía, mediante una experiencia de escucha de testimonios de víctimas. Este programa ha llegado a más de 3000 escolares. También ha compartido reflexiones con otras víctimas de los GAL o de los abusos policiales en la iniciativa Eraikiz.
En junio de 2018 participó en la Ponencia de Memoria y Convivencia del Parlamento Vasco, centrada en derechos humanos y convivencia.
Comprometida en la construcción de una comunidad inclusiva, solidaria y compasiva, plantea la necesidad de deslegitimar la violencia terrorista, hacer justicia a las víctimas y preocuparse de que quienes cometieron esos delitos tuvieran un camino de reinserción. La necesidad de hacer autocrítica por parte de quienes tomaron la decisión de recurrir a la violencia y su reconocimiento de que lo que hicieron fue un error, estuvo mal y causó un daño irreparable. Está de acuerdo con que las personas presas cumplan sus penas cerca de sus casas para que sus familiares no sufran, al tiempo que reclama una mayor empatía de las personas presas de ETA, sus familiares y personas allegadas hacia las víctimas que han provocado. Y considera que deben respetarse los derechos humanos de todas las personas, tanto los de las que son queridas, como los de las que no, o incluso los de quienes hacen daño.
Participa en iniciativas ciudadanas como CLIP Vitoria-Gasteiz, ciudad laboratorio de innovación política, o Aztarna 2030: iniciativa ciudadana que busca construir una ciudad y una sociedad mejor.
Su vocación profesional, su aportación personal y las inquietudes sociales que canaliza participando en diversas iniciativas ciudadanas, convergen y encuentran sentido en la misión con la que se siente comprometida: construir una comunidad que sostenga a todas las personas.

## Premios y reconocimientos
- 2015 Premio Gazte Rol Model Saria, junto con Pili Zabala, por su trabajo en pro del respeto a los derechos humanos, por la denuncia de su vulneración, por la memoria histórica y por su apuesta firme por una cultura de paz.[3]
- 2016 Premio Txema Fínez, valiosa aportación de víctimas del terrorismo a "la educación para la convivencia, comprometida con la paz, los derechos humanos y la justicia".[25][26]